# The End (film 2024)
The End è un film del 2024 diretto da Joshua Oppenheimer.

## Trama
Una ricca famiglia vive da oltre vent'anni in un bunker sotterraneo, per scampare alla fine del mondo.

## Produzione
Nell'ottobre 2021 è stato annunciato che Joshua Oppenheimer avrebbe diretto un musical post-apocalittico con Tilda Swinton, George MacKay e Stephen Graham. Nel marzo 2023 Moses Ingram, Bronagh Gallagher, Tim McInnerny e Lennie James si sono uniti al cast ed è stato confermato che Michael Shannon avrebbe rimpiazzato Graham.
Le riprese sono iniziate in Irlanda nel marzo 2023 e sono proseguite in Italia e Germania. Eurimages ha contribuito alla produzione con 480 000 euro.

## Promozione
Il primo trailer è stato diffuso il 4 novembre 2024.

## Distribuzione
Il film è stato presentato in anteprima assoluta il 31 agosto 2024 al Telluride Film Festival e la settimana dopo è stato proiettato anche al Toronto International Film Festival. È stato distribuito nelle sale nordamericane dal 6 dicembre successivo e in quelle italiane dal 3 luglio 2025.

## Accoglienza
Su Rotten Tomatoes il 56% delle recensioni è positivo, Metacritic riporta un punteggio medio di 65 su 100.